# Glory to the Filmmaker!
Glory to the Filmmaker! (監督·ばんざい!, Kantoku · Banzai!) És una pel·lícula japonesa del 2007 escrita, dirigida, muntada i protagonitzada per Takeshi Kitano. És la segona pel·lícula de la trilogia surrealista i autobiogràfica de Kitano, seguint Takeshis' i concloent amb Aquiles i la tortuga.

## Estil
Dins del gènere de la comèdia el film travessa una gamma ampla dels gèneres comuns de les pel·lícules japoneses, en un estil similar al film del 1995 de Kitano la paròdia de Getting Any?. Takeshi Kitano va descriure la pel·lícula com "una extensió cinematogràfica dels seus espectacles manzai que continua la línia de la seva darrera obra en aquell moment: Takeshi's."

## Trama
Kitano interpreta un director de pel·lícules desventurat dins de la recerca d'un impacte comercial, mentre pateix fracàs rere fracàs prova amb fer films de diversos gèneres diferents.

## Càsting
- Takeshi Kitano
- Tōru Emori
- Kayoko Kishimoto
- Anne Suzuki
- Keiko Matsuzaka
- Yoshino Kimura
- Kazuko Yoshiyuki
- Yuki Uchida
- Akira Takarada
- Yumiko Fujita
- Ren Osugi
- Susumu Terajima
- Naomasa Musaka

## Recepció
El 2007 el Festival de cinema de Venècia va introduir un premi nou anomenat  amb el mateix nom Glory to the Filmmaker!, el premi s'atorga a personalitats que han realitzat una contribució significant al cinema contemporani, sent el primer guardonat el mateix Takeshi Kitano.